# 公民足球隊
公民足球隊（英文：Citizen Football Club）簡稱公民，是公民體育會屬下的一支足球隊，創立於1947年，現時於香港甲組聯賽比賽。

## 球隊歷史

### 成立初期
公民足球隊是由陳兆祿等人的倡議及在樊金滿組織下於1968年成立，當時由伍勝擔任領隊、由周向祥擔任教練及由樊金滿擔任秘書，並且隨即參加香港丙組足球聯賽。最初幾年因為經費有限，一班熱心會員為球隊擔任義工，包括由健身班學員鄺滔擔任管理員、貝鈞奇則為足球隊提取球衣、開水，後來由楊位醒擔任管理員，兼職球員。

### 升上乙組
在足球隊上下努力下，公民於1972–73年以優異成績升上香港乙組足球聯賽，於1974年取得第一屆總督杯初級組決賽權。因為得到陳中等人加盟而增強了實力，終於戰勝乙組強隊九巴而奪得冠軍，是建隊以來最佳成績。同時，樊金滿代表公民於1972年起連續11年獲選為香港足球總會乙、丙組6名執委之一。
公民足球隊在香港乙組足球聯賽的幾年間，吸收了一批優秀隊員，如蕭援朝、王國傑和麥根華等成為球隊主力，為球隊效力了很長時間。1978年以後，公民足球隊降回丙組聯賽作賽，及後成績一直平平。
至1985年公民取得丙組聯賽分組季軍，之後幾年如蕭援朝、王國傑、鄭偉雄和何錦添等老隊員成為球隊的骨幹，由李永年任祕書，隊務逐漸步向正軌。1991年起，由於貝鈞奇的投入，經常到場觀賽，並且在財政上大力支持；每球季開始前，貝鈞奇均帶隊訪問中國內地，與當地球隊作兩、三場比賽，使隊員技術及體力都得到改善。公民在1994–95年的丙組聯賽取得較好成績，升上乙組。

### 加強青訓
1994年起，球隊除了加強實力，同時又組織了一支青年軍及一支少年隊，為球隊培訓新生力量。在戚子文、陳共慶教練及羅建中默默耕耘下，青少年軍經過一年多的訓練，湧現出許多有潛質的球員；其中侯慶裕被選入香港青年代表隊，羅志焜則被甲組球隊好易通羅致。
1996年至1997年季度，公民降回丙組，並作了新的調整，老將蕭援朝和王國傑擔任教練，並在青年軍中吸收了數名球員入隊，配合原有基本隊員，球隊實力一再提升。特別是在一些老隊員的帶動下，新隊員很投入，很有歸屬感。如隊長林則敬加盟球隊達5年，他技術全面，曾有人誘他轉會，但他一心一意為公民效力，立場堅定、志向不移，對新隊員影響很大。踏入1997年度的比賽，隊員信心十足，賽前曾到廈門市訪問，並與廈門市青年隊比賽兩場，使隊員得到鍛煉。聯賽時球隊獲受圈中人盧德權先生讚揚球隊配合良好，個別隊員表現尤為出色，是丙組一支極具實力的球隊。

### 初升甲組
公民於2004–05年球季，首次升上甲組聯賽，季初憑著一鳴驚人的表現，獲得球迷好評。2005-06年度的甲組聯賽，公民在最後一仗賽和南華，使南華護級失敗需要降班，其後南華獲香港足球總會挽留。於2006年，公民是其中一隊最多球員入選奧運隊，守門員謝德謙、後衛吴昊鹏、中場梁振邦及前鋒元洋，並於2007年初贏得第29屆省港盃，為港增光。

### 引入國援
公民於2007年慶祝六十週年紀念，在暑假推出名為「陽光少將之旅」的青年足球員發展計劃，目的是吸引香港有潛質的年青足球員晉身球圈。除了為香港青年球員提供機會之外，亦照顧到國內青年球員，隨著马帅的成功，與中超勁旅大连实德取得共識，為該隊青年球員提供不同形式之培訓機會。曾經或現在仍效力本會的國內球員有赵旭、元洋、王振闯、吴昊鹏、巢鹏飞、徐德帅、鞠盈智等。其中王選宏與陳志釗是其中佼佼者，王選宏獲大连实德收回在中超上陣，陳志釗更成為南昌衡源主力及成功保級功臣，並且入選中超明星隊，兩人均曾到歐洲球會試腳。 

### 首奪錦標
2007–08年香港甲組足球聯賽，公民與南華戰至最後一場，獲得聯賽亞軍，是球會成立以來的聯賽最佳成績。球隊並於2008年5月18日舉行的足總盃決賽以 2–0 擊敗和富大埔，獲得球隊升上甲組後的首項重要錦標。
2009–10年，公民在香港甲組足球聯賽獲得第 4 名，並於2010年成立女子隊。

### 進軍亞協
2011年1月16日於香港大球場上演的高級組銀牌決賽，公民在先失3球的情況下，以 3–3 逼和南華，最後憑互射十二碼以 4–2 勝出，首次贏得高級組銀牌冠軍，兼且首次取得亞洲足協盃參賽資格。
2012–13年，由於太多球員傷病的關係，於最後一圈比賽擊敗傑志，才以第 8 名的成績力壓另外兩隊，護級成功。
2014年賀歲盃足球賽，公民足球隊與厄瓜多爾足球隊昆卡組成聯隊，奪得冠軍。2月4日，公民與昆卡宣佈結盟。

### 留在甲組
2014年2月，公民足球隊回覆香港足球總會將不會申請參與新職業聯賽所必須的的足球會牌照。同月11日，香港足球總會行政總裁薛基輔表示，按照規例，公民足球隊已經喪失來季參賽的資格；公民體育會主席貝鈞奇表示「大不了散班」，亦不排除現有球員於來轉投同為其旗下的愉園。貝鈞奇重申，公民體育會屬於非牟利團體，屬於業餘性質，申請牌照角逐香港職業足球聯賽，意味著公民體育會會籍轉為有限公司，此舉違反該會憲章；公民體育會於去年5月至6月召開會員大會商討時，已經將此情況知會香港足球總會。最終，公民並無參加新成立的香港超級聯賽，留在香港甲組聯賽角逐。
2018一19球季公佈主教練是佐真奴·洛迪古斯，助教是朱國權。
2021一22球季簽入中場球員談樂軒。
2022–23年度球季，球隊大部分球員都是由乙組東昇轉會加盟。
2024-25年度球季。繼續征戰甲組。2O24年9月公佈陣容盧均宜，福保羅，陶繪吉，黃曉山，洪流，彭超然，郭彥騰，杜瑋鴻，吳桓陞，龍門佘伯洭，鄭智健，盧康華，劉祖弘，馬文，路蘭，馬斯奥，曾家威，後衛吳子聰，張偉輝，陳炳熙，陸建鳴，陳柏滔，彭梓鋒，龍門王子聰。
2O25年3月陣容:盧均宜，洪流，彭超然，郭彥騰，杜瑋鴻，吳桓陛，佘伯洭，鄭智健，王子聰，週弘，鄧志聰，李澤淳，胡嘉晉，黃曉山，陶繪吉，福保羅，馬哈茂德，路蘭，馬斯里，曾家威，吳子聰，陳炳熙，陸建鳴，陳柏滔，彭梓鋒，劉祖弘，盧康華，曾耀輝。

## 球會文化
會歌
- 名稱：<<攻道>>，主唱者：范振鋒。

第一代會歌(2009年一2013年）

## 球衣贊助
square-2022年開始

## 球會榮譽
| 榮譽            | 次數        | 年度             |
| 本 土 聯 賽     | 本 土 聯 賽 | 本 土 聯 賽      |
| --------------- | ----------- | ---------------- |
| 乙組聯賽 冠軍   | 2           | 1999–00、2003–04 |
| 本 土 盃 賽     |             |                  |
| 高級組銀牌 冠軍 | 1           | 2010–11          |
| 足總盃 冠軍     | 1           | 2007–08          |
| 足總盃初賽 冠軍 | 1           | 2014–15          |
| 初級總督盃 冠軍 | 1           | 1975–76          |

## 管理層及職球員名單

### 管理層
| 名譽會長：     | 毛浩輯、余錦基、楊楚健 |
| 足球部主任：   | 余仲行                 |
| 足球部副主任： | 李國雄                 |
| 領隊：         | 康錦煒                 |
| 行政總監：     | 貝可泓                 |
| 秘書:          | 鄺榮贊                 |
| 顧問：         | 李志強、鄭隸培         |

### 職員名單
| 教練：            | 貝可泓         |
| 助教：            | 蕭援朝、馬嘉祺 |
| 守門員教練：      | 朱國權         |
| 技術顧問：        | 亞歷士         |
| 總務：            | 沈國樑         |
| 女子隊教練(甲組): | 李向亮         |

### 球員名單（一隊）
| 號碼   | 國籍     | 球員名字                      | 出生日期       | 加盟年份 | 前屬球會 |
| 守門員 | 守門員   | 守門員                        | 守門員         | 守門員   | 守門員   |
| ------ | -------- | ----------------------------- | -------------- | -------- | -------- |
| 14     | 香港     | 區德安（Au Tak On Andy）      | 1983年1月12日  | 2014年   | 自由身   |
| 29     | 香港     | 張暐昌（Cheung Wai Cheong）   | 1993年4月30日  | 2016年   | 東區     |
| 後衛   |          |                               |                |          |          |
| 12     | 香港     | 馬嘉祺（Ma Ka Ki）            | 1978年6月8日   | 2007年   | 港會     |
| 18     | 香港     | 潘錦傑（Poon Kam Kit）        | 1994年8月29日  | 2014年   | 東方沙龍 |
| 19     | 香港     | yeung wing sing               | 1999年8月14日  | 2017年   | 香港     |
| 31     | 加纳     | 亨利（Okwara Henry Baise）    | 1992年4月16日  | 2012年   | 永義     |
| 38     | 香港     | 梁卓彥（Leung Cheuk Yin）     | 1994年3月13日  | 2013年   | 東方沙龍 |
| 中場   |          |                               |                |          |          |
| 7      | 巴西     | 米高（Sabino Mayckol）        |                | 2016年   | 駿其天旭 |
| 8      | 香港     | 胡振威（Wu Chun Wai）         | 1990年1月10日  | 2016年   | 永義     |
| 11     | 香港     | 陳健輝（Chan Kin Fai Marcus） | 1991年10月25日 | 2014年   | 太陽飛馬 |
| 16     | 香港     | 張宇森（Cheung Yu Sum Eric）  | 1992年9月7日   | 2014年   | 天行元朗 |
| 20     | 香港     | 李家進（Lee Ka Chun Haysen）  | 1993年9月29日  | 2014年   | 和富大埔 |
| 22     | 香港     | 歐陽俊（Au Yeung Chun）       | 1987年2月10日  | 2014年   | 大中     |
| 89     | 香港     | 甄梓勤（Yan Ronald Chi Kan）  | 1989年5月30日  | 2014年   | 東昇     |
| 前鋒   |          |                               |                |          |          |
| 9      | 香港     | 崔凱健（Tsui Hoi Kin）        | 1994年7月7日   | 2015年   | 太陽飛馬 |
| 10     | 香港     | 袁立翔（Yuen Lap Cheung）     | 1987年3月1日   | 2015年   | 元朗     |
| 15     | 奈及利亞 | 安巴（Mba Kelvin Orieke）     | 1989年8月9日   | 2014年   | 自由身   |
| 23     | 英格兰   | 唐占士（Daw James John）      | 1978年5月24日  | 2014年   | 首飾     |

### 2020一2021年球員陣容
- 後衛馮啟匡
- 後衛沈國輝
- 後衛戴思聰
- 前鋒尼高
- 龍門王子聰
- 後衛馬嘉祺
- 中場陽光
- 後衛陳韶遠
- 中場黃獻中
- 中堅伍啟睿
- 中場張宇森
- 前鋒亨利
- 鐘樂然
- 鄭俊毅
- 李安納度
- 蘇柏軒
- 沙奴
- 呂家泳
- 張哲恒

### 2021一2022年球員陣容
- 龍門王子謙
- 後衛伍啟睿
- 後衛陳韶遠
- 後衛比圖
- 後衛馬嘉祺
- 後衛林浩鈞
- 後衛沈國輝
- 中場談樂軒
- 中場張宇森
- 前鋒陳文輝
- 前鋒尼高
- 盧康華
- 鄭俊毅
- 鐘樂然
- 陽光
- 何振騫
- 沙奴
- 呂家泳
- 周泓諾
- 曾奕迅
- 黃俊樂

### 離隊球員（2021/22）
| 號碼                       | 國籍                       | 球員名字                   | 位置                       | 出生日期                   | 加盟球會                   |
| 夏季轉會窗                 | 夏季轉會窗                 | 夏季轉會窗                 | 夏季轉會窗                 | 夏季轉會窗                 | 夏季轉會窗                 |
| 非轉會窗時期(夏季轉會窗後) | 非轉會窗時期(夏季轉會窗後) | 非轉會窗時期(夏季轉會窗後) | 非轉會窗時期(夏季轉會窗後) | 非轉會窗時期(夏季轉會窗後) | 非轉會窗時期(夏季轉會窗後) |
| 冬季轉會窗                 | 冬季轉會窗                 | 冬季轉會窗                 | 冬季轉會窗                 | 冬季轉會窗                 | 冬季轉會窗                 |
| 非轉會窗時期(冬季轉會窗後) | 非轉會窗時期(冬季轉會窗後) | 非轉會窗時期(冬季轉會窗後) | 非轉會窗時期(冬季轉會窗後) | 非轉會窗時期(冬季轉會窗後) | 非轉會窗時期(冬季轉會窗後) |
| -------------------------- | -------------------------- | -------------------------- | -------------------------- | -------------------------- | -------------------------- |

## 歷任教練
- 盧均宜：（2024年–年)
- 貝可泓：（2014年–2024年)
- 佐真奴：（2008年–2018年）
- 廖俊輝：（2006年–2008年）
- 陳鴻平：（2005年–2006年）
- 陳共慶：（2002年–2005年）

## 歷任球隊隊長
- 杜瑋鴻(2024年一)
- 馬嘉祺：（2014年一2024年）

## 曾效力球員
本地球員
| - 陳文俊 - 陳銘剛 - 張景驊 - 趙俊傑 - 鄒嘉華 - 馮振霆 - 馮啟匡 - 侯慶裕 - 何國泉 - 賴嘉輝 - 林則敬 | - 羅振邦 - 梁振邦 - 李圳業 - 李恆滙 - 沈國輝 - 沈國強 - 蘇來強 - 談樂軒 - 謝德謙 - 黃耀富 - 楊賜麟 - 劉德仁 | - 迪天奴 - 巢鹏飛 - 鞠盈智 - 吴昊鹏 - 徐德帅 - 元洋 - 金寶 - 安東尼 - 摩西斯 - 法圖斯 |

外援球員
| - 陈志钊 - 王振闯 - 李学鹏 - 马帅 - 王选宏 - 阎世鹏 - 艾里奧 - 保連奴 | - 辛祖 - 路蘭 - 史提芬 - 友友 - 高田壽典 - 中村祐人 - 卡比路 |

## 聯盟球會
- 昆卡

## 外部連結
- 公民足球隊官方網站 （页面存档备份，存于）
- 公民體育會官方網站 （页面存档备份，存于）
- 公民足球隊的Facebook專頁
- 公民足球隊的Instagram帳戶
- 香港足球總會網頁球會資料